# Manihi (comuna asociada)
Manihi es una comuna asociada de la comuna francesa de Manihi  que está situada en la subdivisión de Islas Tuamotu-Gambier, de la colectividad de ultramar de Polinesia Francesa. Es uno de los más septentrionales de los Tuamotus, ubicado en el subgrupo King George. La tierra más cercana a Manihi es Ahe Atoll, ubicada a 14 km al oeste. La población total es de 685 habitantes.

## Composición
La comuna asociada de Manihi comprende la totalidad del atolón de Manihi.

## Demografía
| Gráfica de evolución demográfica de Manihi entre 1977 y 2012 |
|                                                              |

Fuente: Insee